# Sojo (Sullana)
Sojo es una villa peruana, capital del distrito de Miguel Checa, ubicado en la provincia de Sullana del departamento de Piura, al norte del Perú. 

## Ubicación
Sojo se ubica dentro del distrito de Miguel Checa, al suroeste de la provincia de Sullana. La localidad se encuentra cerca de los poblados de Macacará, Miraflores, Viviate, Tangarará y se encuentra alejada a unos kilómetros de la ciudad de Sullana.

## Demografía
En 2017 Sojo tenía una población de 4403 habitantes y 1215 viviendas.
| Gráfica de evolución demográfica de Sojo entre 1940 y 2017 |
|                                                            |
| Fuentes: Población 1940, 1993 y 2017                       |

## Atractivos turísticos
En la localidad de Sojo, se encuentra la histórica Casa Hacienda de Sojo, declarada Patrimonio monumental de la nación por R.S. Nº 505-74-ED del 15 de octubre de 1974.
Dicha construcción fue edificada por Miguel Checa, el cual en 1910 contrató a un arquitecto mexicano, imitando el modelo existente de una casa en México.